# Video (album 2 plus 1)
Video – album zespołu 2 plus 1, wydany w 1985 roku przez wytwórnię Savitor.

## Ogólne informacje
Płyta była kontynuacją brzmienia zapoczątkowanego na poprzednim wydawnictwie zespołu, Bez limitu. Nowością, jaka pojawia się na tej płycie, jest użycie instrumentów dętych. W roli autora tekstów pojawia się ponownie Andrzej Mogielnicki, który napisał słowa na poprzednią płytę, a także John Porter i Maciej Zembaty, z którymi zespół pracował wówczas pierwszy raz. John Porter udziela się na płycie także wokalnie, śpiewając w duecie z Elżbietą Dmoch piosenkę "Chińskie latawce". Muzykę do większości piosenek napisał Janusz Kruk. Jedną piosenkę skomponowała Elżbieta Dmoch, która nigdy wcześniej nie występowała w tej roli.
Pierwszym singlem z albumu był utwór Wielki mały człowiek, wydany jeszcze w 1984 roku. Stał się on wielkim hitem i zdobył wysokie miejsca na listach przebojów. Na stronie B singla znalazła się piosenka "Cudzy ogień nie grzeje", która nie trafiła na longplay. Kolejne piosenki promujące album to m.in. "Video" i "Samo życie". Na potrzeby promocji płyty nakręcono również specjalny program telewizyjny.
Album nie został wydany w formacie CD. Można znaleźć jedynie pojedyncze piosenki na kompaktowych kompilacjach grupy.

## Lista utworów
Strona A:
1. "Wielki mały człowiek" – 4:20
2. "Samo życie (Chmury umysłu)" – 4:05
3. "Chińskie latawce" – 3:50
4. "Naga plaża" – 3:40
5. "Balet rąk" – 3:45

Strona B:
1. "Video" – 4:20
2. "Koszmar" – 3:00
3. "Ma-czung-ga-loo" – 3:45
4. "Pij moje łzy" – 3:05
5. "Dawno dawno temu" – 4:45

### Twórcy
2 plus 1:
- Elżbieta Dmoch – wokal
- Janusz Kruk – wokal, gitara, instrumenty klawiszowe
- Cezary Szlązak – wokal

Muzycy towarzyszący:
- John Porter – wokal
- Mariusz Zabrodzki – wokal
- Wacław Laskowski – bębny, perkusja
- Józef Gawrych – perkusja
- Arkadiusz Żak – gitara basowa
- Jerzy Suchocki – instrumenty klawiszowe
- Bogusław Mietniowski – gitara basowa
- Zygmunt Smogorzewski – saksofon altowy
- Wojciech Kozłowski – trąbka